# Никитина, Татьяна Геннадьевна
Татья́на Генна́дьевна Ники́тина (род. 6 ноября 1953 года) — российский лингвист и рок-музыкант, специалист по молодёжному сленгу, русскому жаргону, ненормативной лексике, пословицам и поговоркам. Доктор филологических наук, профессор.

## Биография

### Научная деятельность
В 1976 году окончила Ленинградский государственный университет по специальности «Финно-угорская филология».
В 1976—1979 годы — преподаватель русского языка как иностранного в Волгоградском государственном педагогическом институте.
В 1979—1980 годы — учитель русского языка в Карчахпюрской средней школе (Армения, Варденисский район).
В 1980—1984 годы — преподаватель русского языка как иностранного в Волгоградской высшей следственной школе.
С 1984 года — ассистент, старший преподаватель, доцент, профессор кафедры русского языка Псковского государственного педагогического университета имени С. М. Кирова.
В 1985 году окончила аспирантуру ЛГУ по специальности «Русский язык как иностранный» и защитила диссертацию на соискание учёной степени кандидата филологических наук по теме «Русская юридическая лексика в аспекте преподавания чехам».
В 1995 году окончила докторантуру СПбГУ по специальности «Русский язык» и защитила диссертацию на соискание учёной степени доктора филологических наук по теме «Идеографические аспекты описания народной фразеологии».
С 1998 года — профессор и заведующая кафедрой теории и методики гуманитарного образования факультет образовательных технологий и дизайна Псковского государственного университета.
Научный руководитель Экспериментальной лаборатории учебной лексикографии Псковского университета.
Член редакционной коллегии научного журнала «Язык. Словесность. Культура».
Автор 400 публикаций, включая 10 монографий, 10 учебно-методических пособий, более 50 словарей русского жаргона, ненормативной лексики, пословиц и поговорок и др.

### Музыкальная деятельность
В 1999—2001 годы — барабанщица рок-группы «Баобабы».
С 2001 года по настоящее время — барабанщица рок-группы «Отцы и дети» (дискография: «Арифметика», 2006; «Отцы и дети» в Тире, 2007; «Воля всем», 2008; «Ступени», 2011).
С 2009 по настоящее время – перкуссионистка группы «3D-Формат»

## Награды
- Золотая медаль Европейской научно-промышленной палаты («За педагогическую деятельность и проведение оригинальных исследований в области филологии награждена»)[2]
- Почётный работник высшего профессионального образования Российской Федерации[2]

## Основные работы
Книги
- Никитина Т. Г. Мы читаем советскую газету. Учебно-методическое пособие по русскому языку для студентов-иностранцев. — Волгоград: ВСШ МВД СССР, 1984. — 49 с.
- Никитина Т. Г., Бирих А. К., Волков С. С. Словарь фразеологической терминологии / Под ред. В. М. Мокиенко. — Munchen: Otto Sagner, 1993. — 136 с.
- Никитина Т. Г., Митрофанов Е. В. Молодёжный сленг. Опыт словаря. — М.: Из глубин, 1994. — 278 с.
- Никитина Т. Г., Александрова А. Е., Большакова Н. В. Современный русский язык. Лабораторные работы. Пособие для студентов факультета русского языка и литературы.. — Псков: Изд-во ПГПИ, 1994. — 44 с.
- Никитина Т. Г. Проблемы идеографического описания народной фразеологии. — М.: Из глубин, 1995. — 96 с.
- Никитина Т. Г. Специфика фразеологической номинации // Проблемы фразеологической семантики. — СПб.: Изд-во СПбГУ, 1996. — 69-94 с.
- Никитина Т. Г. Так говорит молодёжь. Словарь сленга. По материалам 70-90-х годов. — М.: Из глубин, 1996. — 281 с.
- Никитина Т. Г. Современная русская лексикография: актуальные вопросы теории и практики. (Специальный семинар). Учебно-методическое пособие. — Волгоград: Перемена, 1997. — 48 с.
- Никитина Т. Г. Введение в языкознание. Руководство к изучению курса. Для студентов-заочников филологических специальностей. — Псков: ПГПИ, 1997. — 64 с.
- Никитина Т. Г., Мокиенко В. М. Толковый словарь языка Совдепии. — СПб.: Фолио-Пресс, 1998. — 700 с. — 10 000 экз. — ISBN 5-7627-0103-4.
- Никитина Т. Г. Так говорит молодёжь. Словарь сленга. По материалам 70–90-х годов. — 2-е изд., испр. и доп. — СПб.: Фолио-Пресс, 1998. — 592 с. — 10 000 экз. — ISBN 5-7627-0105-0.
- Никитина Т. Г. Проблемы изучения этнокультурной специфики фразеологии. — Псков: ПГПИ, 1998. — 204 с.
- Никитина Т. Г., Мокиенко В. М. Словарная разработка русской фразеологии // История русской лексикографии / Отв. ред. Ф. П. Сороколетов. — СПб.: Норинт, 1998. — С. 437-467.
- Никитина Т. Г., Мокиенко В. М. Большой словарь русского жаргона. — СПб.: Норинт, 2001. — 720 с. — 8000 экз. — ISBN 5-7711-0091-9.
- Никитина Т. Г., Мокиенко В. М. Словарь псковских пословиц и поговорок. — СПб.: Норинт, 2001. — 175 с. — 1000 экз. — ISBN 5-7711-0118-4.
- Никитина Т. Г. Словарь молодёжного сленга. — СПб.: Фолио-Пресс, Норинт, 2003. — 704 с. — 6000 экз. — ISBN 5-7711-0084-6, ISBN 5-9246-0004-1.
- Никитина Т. Г. Толковый словарь молодёжного сленга: Слова, непонятные взрослым. — М.: АСТ, Астрель, 2003. — 736 с. — 10 200 экз. — ISBN 5-17-015420-8, ISBN 5-271-05053-X.
- Никитина Т. Г. Толковый словарь молодёжного сленга. — М.: Астрель, 2003. — 912 с.
- Никитина Т. Г.,. Словарь русского школьного и студенческого жаргона. — АСТ, Астрель, Транзиткнига, 2003. — 368 с. — 5000 экз. — ISBN 5-17-028482-9, ISBN 5-271-10717-5, ISBN 5-9578-1482-2.
- Никитина Т. Г., Мокиенко В. М. Словарь русской брани. (Матизмы, обсценизмы, эвфемизмы). — СПб.: Норинт, 2003. — 448 с. — 6000 экз. — ISBN 5-7711-0159-1.
- Никитина Т. Г. Словарь молодёжного сленга. — СПб.: Фолио-Пресс, 2003. — 714 с.
- Никитина Т. Г. Толковый словарь молодёжного сленга. — М.: Астрель-Транзиткнига, 2004. — 255 с.
- Никитина Т. Г., Мокиенко В. М. Толковый словарь языка Совдепии. — 2-е изд., испр. и доп. — М.: АСТ, Астрель, 2005. — 512 с. — 3000 экз. — ISBN 5-17-029252-X, ISBN 5-271-11137-7.
- Никитина Т. Г., Мокиенко В. М., Вальтер Х. Толковый словарь русского школьного и студенческого жаргона. — М.: АСТ, Астрель, 2005. — 360 с.
- Никитина Т. Г., Рогалева Е. И. Футбольный словарь сленга. — М.: АСТ, Астрель, 2006. — 318 с. — 3000 экз. — ISBN 5-17-035182-8, ISBN 5-271-13377-X.
- Никитина Т. Г., Рогалева Е. И. Региональный словарь сленга (Псков и Псковская область). — М.: Элпис, 2006. — 384 с. — (Филологические словари русского языка). — 1000 экз. — ISBN 5-902872-05-7.
- Никитина Т. Г.,. Русское сквернословие: Короткий, но выразительный словарь. — СПб.: Олма Медиа Групп, 2007. — 384 с. — 2900 экз. — ISBN 978-5-373-01508-0.
- Никитина Т. Г. Молодёжный сленг. Толковый словарь. — М.: АСТ, Астрель, 2007. — 912 с. — 5100 экз. — ISBN 5-17-017232-X, ISBN 5-271-05720-8.
- Никитина Т. Г. Толковый словарь молодёжного сленга. — АСТ, Астрель, Хранитель, 2007. — 256 с. — 10 000 экз. — ISBN 5-17-022262-9, ISBN 5-271-08297-0, ISBN 5-9762-2082-7.
- Никитина Т. Г.,. Большой словарь народных сравнений. — М.: Олма Медиа Групп, 2008. — 800 с. — 3000 экз. — ISBN 978-5-373-01351-2.
- Никитина Т. Г., Мокиенко В. М. Большой словарь русских поговорок. — М.: Олма Медиа Групп, 2008. — 784 с.
- Никитина Т. Г. Толковый словарь молодёжного сленга от Светы и Ромы Букиных. Родителям читать не рекомендуется (миниатюрное издание). — М.: Премьера, 2008. — 256 с. — (Счастливы вместе). — 5000 экз. — ISBN 978-5-94719-256-8.
- Никитина Т. Г. Молодёжный сленг: Толковый словарь. Ок. 20 000 слов и фразеологизмов. — 2-е изд., испр. и доп. — М.: АСТ, Астрель, 2009. — 1102 с. — 1500 экз. — ISBN 978-5-17-058711-7, ISBN 978-5-271-23424-8.
- Никитина Т. Г., Рогалева Е. И., Иванова Н. Н. Большой словарь примет. — М.: АСТ, Астрель, 2009. — 688 с. — 1500 экз. — ISBN 978-5-17-060089-2, ISBN 978-5-271-24200-7.
- Никитина Т. Г. Современный русский язык: фонетика, орфоэпия, графика, орфография. Обучающие кейсы. Учебно-методическое пособие для студентов педагогических факультетов. — Псков: Логос, 2009. — 126 с.
- Никитина Т. Г., Рогалева Е. И. Фразеологический словарь. Занимательные этимологические истории для детей. — М.: ВАКО, 2010. — 96 с. — (Школьный словарик). — 15 000 экз. — ISBN 978-5-408-00097-5.
- Никитина Т. Г. Русская фразеология в лингвокультурологическом аспекте. Учебное пособие для студентов филологических и педагогических специальностей. — Псков: Логос, 2010. — 140 с.
- Никитина Т. Г., Мокиенко В. М., Николаева Е. К. Большой словарь русских пословиц. — М.: Олма Медиа Групп, 2010. — 1024 с. — 2000 экз. — ISBN 978-5-373-03250-6.
- Никитина Т. Г., Рогалева Е. И., Иванова Н. Н. Большая книга примет. — М.: АСТ, Астрель, 2010. — 509 с.
- Никитина Т. Г., Рогалева Е. И. Словарь футбольного болельщика. Оле-оле-оле-оле!!!. — М.: ОЛМА Медиа Групп, 2010. — 384 с. — 3000 экз. — ISBN 978-5-373-03556-9.
- Никитина Т. Г., Мокиенко В. М. Народная мудрость в русских пословицах. — М.: Олма Медиа Групп, 2011. — 416 с. — 6000 экз. — ISBN 978-5-373-03942-0.
- Никитина Т. Г. Русские фразеологизмы в лингвострановедческом и лингвокраеведческом аспекте. Учебное пособие для студентов филологических и педагогических профилей. — Псков: Изд-во ООО «ЛОГОС Плюс», 2011. — 140 с.
- Никитина Т. Г., Рогалева Е. И. Ума палата. Детский фразеологический словарь. — М.: Издательский Дом Мещерякова, 2011. — 192 с. — (Научные развлечения). — 3000 экз. — ISBN 978-5-91045-339-9.
- Никитина Т. Г., Рогалева Е. И., Ая У. Пословицы в русской речи. Учебный словарь с комментариями на эстонском языке. — Псков: Логос, 2012. — 132 с.
- Никитина Т. Г., Рогалева Е. И. Фразеологический практикум. 3-4 классы. — М.: ВАКО, 2012. — 96 с. — 5000 экз. — ISBN 978-5-408-00739-4.
- Маврина Л., Круковер В., Супрун В., Никитина Т. Г., Рогалева Е. И. Словарь младшего школьника. Орфографический, орфоэпический, этимологический, фразеологический. — М.: Стрекоза, 2012. — 640 с. — ISBN 978-5-9951-1499-4.
- Никитина Т. Г., Рогалева Е. И. Фразеологический словарь. — М.: ВАКО, 2012. — 96 с. — (Школьный словарик). — 7000 экз. — ISBN 978-5-408-00747-9.
- Никитина Т. Г. Ключевые концепты молодёжной культуры. Тематический словарь сленга. — СПб.: Дмитрий Буланин, 2013. — 864 с. — 1000 экз. — ISBN 978-5-86007-702-7.
- Никитина Т. Г., Рогалева Е. И. Фразеологический словарь. — М.: ВАКО, 2014. — 96 с. — (Школьный словарик). — 10 000 экз. — ISBN 978-5-408-01583-2.
- Никитина Т. Г., Рогалёва Е. И., Желибтер Т., Пёшо М.-П. Фразеологизмы в нашей речи. Учебный словарь с комментариями на французском языке. -Псков: ООО «ЛОГОС Плюс», 2015. — 200 с.
- Никитина Т. Г. Лингвокультура молодёжного социума и проблемы адаптации иностранцев в регионе обучении. Монография. — Псков: ООО Логос-Плюс, 2015. — 238 с.
- Никитина Т. Г. Словарь как информационный ресурс и средство обучения. Учебно-методическое пособие для слушателей курсов повышения квалификации и магистрантов педагогических профилей. — Псков: Изд-во ПсковГУ, 2016. — 108 с.
- Никитина Т. Г., Рогалёва Е. И. Актуальный молодёжный лексикон: Псков 2015—2016. Лингвосоциокультурологический словарь. — Псков: ООО «Логос Плюс», 2016. — 180 с.
- Никитина Т. Г., Рогалёва Е. И. Регионы России в пословицах и поговорках. Лингвострановедческий словарь. — Псков: ООО «Логос Плюс», 2016. — 126 с.
- Рогалёва Е. И., Никитина Т. Г. Сами с усами. Веселый фразеологический словарь. — М.: Издательский дом Мещерякова, 2018. — 192 с.
- Никитина Т. Г., Рогалёва Е. И. Лингвокраеведческие аспекты профессиональной подготовки учителя русского языка как родного и иностранного. Монография. — Псков: Логос, 2018. — 304 с.
- Никитина Т. Г., Рогалёва Е. И. Псковские городские названия. Лингвокультурологический словарь. — Псков: Логос, 2018. — 150 °C.
- Рогалёва Е. И., Никитина Т. Г. Русский язык после уроков: тайны и загадки фразеологизмов. — Ростов-н/Д: Феникс, 2019. — 156 с.
- Никитина Т. Г., Рогалева Е. И. Путешествуем по России с русскими пословицами и пговорками. Пособие по русскому языку для иностранных учащихся. — М.: Русский язык. Курсы, 2019. — 136 с.
- Мокиенко В. М., Никитина Т. Г. Русская диалектная фразеография: дифференциальные и полные словари. Монография. — СПб. — Greifswald: Universität Greifswald, 2019. — 310 c.
- В. М. Мокиенко, Т. Г. Никитина . Толковый словарь языка Совдепии. — СтПБ: Фолио-пресс, 1998. — 700 с.

Статьи
- Вальтер Х., Михова Ю. В., Мокиенко В. М., Никитина Т. Г. К концепции большого немецко-русского словаря устойчивых сравнений (проблема эквивалентизации материала) // Вестник Псковского государственного университета. Серия: Социально-гуманитарные и психолого-педагогические науки. № 11. 2010